# Olympische Jugend-Winterspiele 2016/Teilnehmer (Jamaika)
| Gelbes Symbol für Goldmedaillen mit stilisierten Olympischen Ringen | Graues Symbol für Silbermedaillen mit stilisierten Olympischen Ringen | Braundes Symbol für Bronzemedaillen mit stilisierten Olympischen Ringen |
| ------------------------------------------------------------------- | --------------------------------------------------------------------- | ----------------------------------------------------------------------- |
| —                                                                   | —                                                                     | —                                                                       |

Jamaika nahm an den Olympischen Jugend-Winterspielen 2016 in Lillehammer mit einem Athleten in einer Sportart teil.

## Sportarten

### Bob
| Athleten      | Wettbewerb | Durchgang 1 | Durchgang 1 | Durchgang 2 | Durchgang 2 | Gesamt      | Gesamt |
| Athleten      | Wettbewerb | Zeit        | Rang        | Zeit        | Rang        | Zeit        | Rang   |
| ------------- | ---------- | ----------- | ----------- | ----------- | ----------- | ----------- | ------ |
| Jungen        |            |             |             |             |             |             |        |
| Daniel Mayhew | Monobob    | 58,85 s     | 13          | 58,62 s     | 13          | 1:57,47 min | 13     |